# Pedro Gomes de Abreu
Pedro Gomes de Abreu (Ponte de Lima, Reino de Portugal, ca. 1395–Portugal, 1453) era un noble portugués que participó en la conquista de Ceuta en 1415, luego fue nombrado alcaide mayor de Lapela y por herencia paterna con confirmación real de 1433 fue el II señor de Regalados, IV señor de Valadares y X señor del Couto de Abreu, y posteriormente fue combatiente real en la batalla de Alfarrobeira de 1449. Era hermano del obispo João Gomes de Abreu, concuñado del conde Vasco II Fernandes Coutinho y consuegro del vizconde Leonel de Lima.

## Biografía

### Origen familiar y primeros años

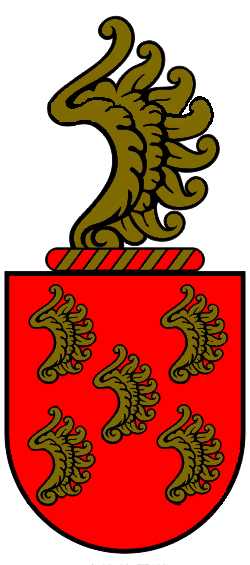
Blasón de la Casa de Abreu.

Pedro Gomes de Abreu había nacido hacia 1395 en la localidad de Ponte de Lima, del Reino de Portugal. Era hijo de Diogo Gomes de Abreu, I señor de Regalados, III de Valadares y IX de la Honra, Couto y Torre de Abreu, y de su segunda esposa Leonor Viegas do Rego.

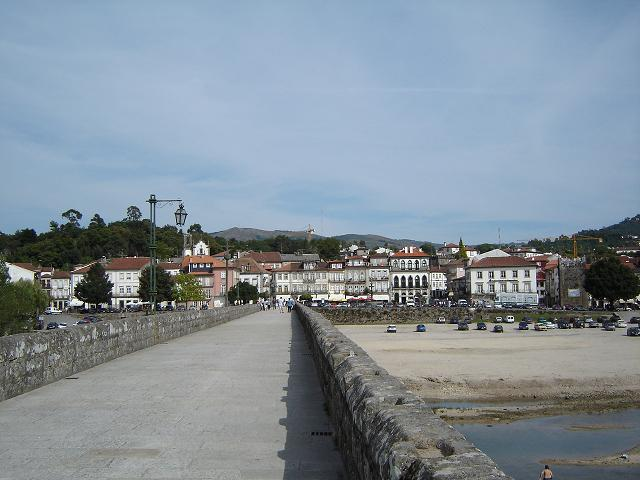
La villa portuguesa de Ponte de Lima.

Sus abuelos paternos eran Vasco Gomes de Abreu, II señor de Valadares y VIII del Couto de Abreu, y su cónyuge María Ruiz de Portocarreiro, y los abuelos maternos eran Nuno Viegas, merino mayor de Trás-os-Montes, y su esposa Inés Dias do Rego.
Era bisnieto paterno por vía masculina de Lourenço Gomes de Abreu, I señor de Valadares de su linaje, VII de la Honra, Couto y Torre de Abreu y alcaide mayor de Coímbra, y de su esposa Teresa Correia de Azevedo y bisnieto paterno por vía femenina de Fernão Anes de Portocarreiro y de María Vasques de Resende.
Los tatarabuelos paternos por la vía masculina eran el VI señor Gomes Lourenço de Abreu y su cónyuge Guiomar Lourenço de Valadares, última señora de Valadares de su linaje, y los tatarabuelos paternos por vía masculina y luego femenina eran Estêvão Pais de Azevedo y su mujer Guiomar Rodrigues de Vasconcelos.
Sus hermanos eran Vasco Gomes de Abreu (Ponte de Lima, ca. 1398-f. después de 1456), alcaide mayor de Penela desde el 27 de julio de 1453, y João Gomes de Abreu (Pico de Regalados, ca. 1400-Viseu, 16 de febrero de 1482), caballero de la Orden de Cristo, comendador de Longos Vales y XXVI obispo de Viseu desde 1464 hasta su fallecimiento, había sido confesor mayor de la reina consorte Leonor desde 1428 y además tuvo descendencia ilegítima con la futura abadesa Beatriz de Eça (n. ca. 1423), una media hermana mayor de la abadesa Catalina de Eça, la cual también tendría otra relación amorosa con el nieto homónimo Pedro II Gomes de Abreu.

### Conquistador de Ceuta y alcaide mayor de Lapela

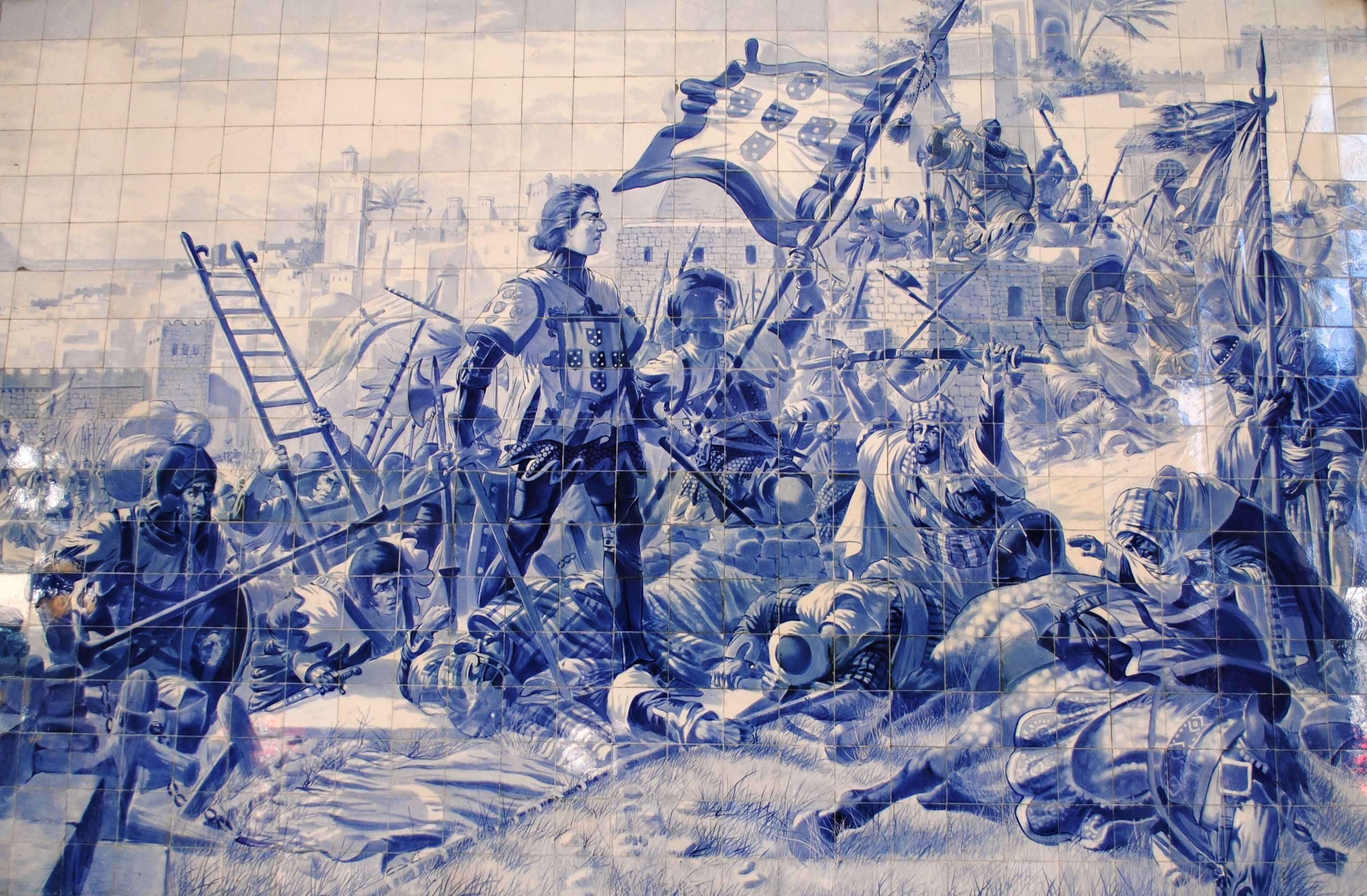
El infante Enrique el Navegante durante la batalla de Ceuta de 1415 (en azulejo, por Jorge Colaço).

Las posesiones portuguesas continentales en el África del noroeste (1415-1769).

El 21 de agosto de 1415 participó con el infante Enrique de Portugal "el Navegante", I duque de Viseu, en la batalla y conquista de Ceuta que pertenecía al Sultanato benimerín, y en donde permaneció muchos años.
El entonces joven soldado de fortaleza fronteriza o fronteiro Pedro Gomes de Abreu también formó parte de la expedición al valle del Negrão bajo el mando de Luis de Ataíde, cuando gobernaba la plaza Pedro de Meneses.
Posteriormente fue nombrado alcaide mayor de Lapela.

### Señor feudal y triunfo real en Alfarrobeira
Por herencia paterna pasó a ser el segundo señor de Regalados, cuarto señor de Valadares y décimo señor de la Honra, Couto y Torre de Abreu, siendo estos títulos confirmados por el rey Eduardo I de Portugal el 24 de noviembre de 1433.
Dicho monarca falleció el 9 de septiembre de 1438 y lo sucedería su pequeño hijo como Alfonso V, por lo que durante su minoría de edad quedó bajo la regencia de su madre la reina consorte portuguesa Leonor de Aragón y Alburquerque, de acuerdo a las últimas voluntades de su difunto marido, pero al ser mujer y extranjera carecería de popularidad y el único gran aliado de la reina regente era Alfonso de Portugal que era entonces VIII conde de Barcelos e hijo bastardo de Juan I con Inés Pires.
En 1439 la regente Leonor le pidió a Pedro Gomes de Abreu que no compareciese en las Cortes de Lisboa, mostrando con esa actitud una oposición al infante Pedro de Portugal, duque de Coímbra, que era el tío paterno del joven rey, pero no pudo evitar que decidieran reemplazarla por este. Su política se centró en limitar las grandes Casas nobles y en concentrar el poder en el rey, por lo que prosperó bajo su Regencia pero no de una forma pacífica, ya que sus medidas se enfrentaban con las ambiciones de los nobles poderosos.
Se presentó en las Cortes de Guimarães convocadas por el entonces conde de Barcelos y Pedro fue eximido de la obligación de presentarse a las refereridas Cortes portuguesas. Una vez que el rey alcanzó la mayoría de edad nombró a su tío bastardo como I duque de Braganza en 1442 y este nombró a Pedro Gomes de Abreu como capitán de caballería o coudel de la villa de Olivença desde el 27 de noviembre de 1444, por un mandato de cinco años.
A principios de 1448 el rey Alfonso V de Portugal apartó de la corte a su tío el infante Pedro de Portugal, duque de Coímbra, aconsejado por el otro tío el duque Alfonso y por su hijo Alfonso de Braganza, conde de Ourém desde 1422 —y marqués de Valença desde 1451— en el contexto de una disputa originada en los inicios de la Regencia por las dos grandes casas señoriales de ese entonces como lo eran la de Coímbra y la de Braganza.
Cuando dicho soberano requirió la presencia del duque de Braganza en la Corte de Lisboa, al tener que atravesar las tierras del duque de Coímbra, este se lo prohibió pero el rey le ordenó que cesara y de lo contrario lo declararía en rebeldía, pero desoyó al monarca y fue al encuentro bélico del duque de Braganza, en donde Pedro Gomes de Abreu actuó en el bando real en la batalla de Alfarrobeira el 20 de mayo de 1449, que trajo como consecuencia el triunfo del monarca, el fortalecimiento del feudalismo y la muerte en combate del conde de Coímbra y varios de sus aliados.

### Fallecimiento
Finalmente el señor feudal Pedro Gomes de Abreu fallecería en alguna parte del reino portugués antes del 4 de diciembre de 1453.

## Matrimonio y descendencia
Pedro Gomes de Abreu se había unido en matrimonio con Aldonza de Sousa, una hermana de María de Sousa que estaba casada con Vasco II Fernandes Coutinho, conde de Marialva, y ambas eran hijas de Lopo Dias de Sousa, señor de Mafra, Ericeira y Linhares, y maestre de la Orden de Cristo.
Fruto del enlace entre Pedro y Aldonça de Sousa hubo al menos cuatro hijos:
- Lopo Gomes de Abreu[1][9] (ca. 1416-1464),[8] I señor de Terra das Roças,[10] III señor de Regalados y V de Valadares, ambos por herencia paterna en 1453,[8] que se casó con Inés de Sotomaior e Lima (n. ca. 1433), una hermana entre otros de María de Lima que estaba matrimoniada con el fidalgo real Vasco III Fernandes Coutinho, IV señor de Celorico de Basto,[10] e hijas de  Leonel de Lima, I vizconde de Vila Nova de Cerveira desde 1476,[11] y de su esposa Felipa de Acuña o bien Filipa da Cunha.[10] Del enlace entre Lopo e Inés nació entre otros Pedro II Gomes de Abreu[12][13][14] (n. ca. 1448), IV señor de Regalados[15][16] desde 1464[8] y alcaide mayor de Lapela,[17][8] que tuvo descendencia ilegítima con Catalina de Eça, la futura abadesa del monasterio de Lorvão.
- João Gomes de Abreu[1] (n. ca. 1418) que era un poeta del Cancioneiro.[1]
- Vasco Gomes de Abreu[1][18] (n. ca. 1420) que fue otro poeta del Cancioneiro,[1] además de ser capitán de la nao que llevó al virrey Francisco de Almeida a la India portuguesa. Había tenido una relación amorosa con Joana de Eça Azevedo, futura abadesa del convento de Celas de la Orden del Císter de Coímbra, siendo hija de Branca de Eça y de su segundo marido João Rodrigues de Azevedo, señor del Morgado dos Olivais, y nieta materna de Fernando de Portugal, señor de Eza.[18] Por dicho concubinato, Joana le concibió por lo menos seis hijos extramatrimoniales: Diogo Soares de Abreu, Lourenço Soares de Abreu, Pedro Gomes de Abreu, Filipa de Abreu, Jorge de Melo y Christovão de Melo.[19]
- Beatriz de Sousa[8] (n. ca. 1425) que se casó el 18 de agosto de 1449 con el fidalgo real Martim de Melo.[8]